# André Jeanbon Saint-André
Pour les articles homonymes, voir Saint-André.
André Jeanbon, dit Jeanbon Saint-André, né le 25 février 1749 à Montauban, mort le 10 décembre 1813 à Mayence, est un pasteur, un homme politique et  un préfet.
Montagnard, il est proche de Robespierre et membre du Comité de Salut public sous la Convention. Il est alors chargé de réorganiser une marine de guerre décimée par les défections et les trahisons d'officiers contre-révolutionnaires.

## Biographie

### Avant la Révolution
André Jeanbon est le fils de Marie Molles et d’Antoine Jeanbon, né en 1716, foulonnier au faubourg de Villenouvelle et issu d’une famille protestante, mais forcé de vivre extérieurement en catholique tout en restant protestant de cœur. André a un frère aîné prénommé lui aussi Antoine, né en 1747, qui continua l’industrie de son père, et deux sœurs cadettes, Jeanne et Antoinette.
André est élevé chez les jésuites, d’où il est retiré par son père calviniste. Il étudie la navigation à Bordeaux, s’enrôle dans la marine marchande, atteint le grade d’officier et devient capitaine. Après trois naufrages et la perte de ses économies, il abandonne la marine.
Il étudie la théologie au séminaire de Lausanne et devient pasteur à Castres en 1773, avant d’être amené à démissionner en 1782, après un conflit avec le consistoire de Castres. Il reprend son ministère à Montauban en 1788, où il préside la Société des Amis de la Constitution au début de la Révolution en 1789.
Jeanbon Saint-André échoue aux élections de l’Assemblée législative en 1791, mais entre au conseil municipal de Montauban.

### Mandat à la Convention
La monarchie constitutionnelle, mise en place par la constitution du 3 septembre 1791, prend fin à l'issue de la journée du 10 août 1792 : les bataillons de fédérés bretons et marseillais et les insurgés des faubourgs de Paris prennent le palais des Tuileries. Louis XVI est suspendu et incarcéré, avec sa famille, à la tour du Temple.
En septembre 1792, Jean-Bon Saint-André est élu député du département du Lot, le quatrième sur dix, à la Convention nationale.
Il exerce des fonctions dirigeantes au sein de la Convention girondine. En novembre 1792, il est élu secrétaire, aux côtés de Louis-Antoine de Saint-Just (député de l'Aisne) et de Jean-Baptiste Treilhard (député de Seine-et-Oise), sous la présidence de Bertrand Barère (député des Hautes-Pyrénées).
Il siège sur les bancs de la Montagne. Fin novembre 1792, il déclare, en répondant à une intervention de Jean-Baptiste Mailhe (député de Haute-Garonne) : « Citoyens, si Louis XVI est innocent, vous êtes tous des rebelles ; s'il est coupable, il doit périr ». Lors du procès de Louis XVI, il vote la mort, et rejette l'appel au peuple et le sursis à l'exécution de la peine. En avril 1793, il est absent lors du scrutin sur la mise en accusation de Jean-Paul Marat. En mai, il vote contre le rétablissement de la Commission des Douze.
Le 8 mars 1793, Jean-Bon Saint-André est envoyé, aux côtés de Jacques-Louis David, auprès de la section des Halles. Le 9, il est envoyé en mission, aux côtés d’Élie Lacoste (député de la Dordogne), dans les départements de la Dordogne et du Lot afin d’accélérer la levée en masse. Ils sont rappelés le 30 avril.
Le 12 juin 1793, sur motion de Barère, Jean-Bon Saint-André, aux côtés de Thomas-Augustin de Gasparin (député des Bouches-du-Rhône) est élu membre du Comité de Salut public pour y remplacer Robert Lindet (député de l'Eure) et Treilhard, alors en mission. Le 10 juillet, il est réélu membre du Comité (le premier ex aequo avec Barère par 192 voix). Le 11, il est élu président de la Convention, et ses secrétaires sont Jean-Baptiste Dupuy (député du Rhône-et-Loire), Marc-Antoine Jullien (député de la Drôme) et Philippe Rühl (député du Bas-Rhin).
Au sein du Comité de Salut public, Jeanbon Saint-André prend en charge les questions relatives à la Marine. Il s'absente souvent de Paris pour des missions auprès de la Marine. D'abord envoyé en mission aux armées de l'Est, le conventionnel est bientôt chargé de la réorganisation de la marine militaire, minée par l'insubordination. À Brest, où il est représentant en mission du Comité de salut public, de septembre 1793 à mai 1794, avec son collègue Prieur de la Marne, il rétablit la discipline en combattant les officiers de la marine royale en rébellion contre la Révolution. Il y séjourne plusieurs mois, fait nommer un chef d'escadre efficace, à défaut d'être révolutionnaire, et de nouveaux officiers ; puis, il fait de Brest un îlot républicain en plein cœur de la Bretagne hostile. L'arsenal brestois profite de l'aide de spécialistes de la construction navale pour réaliser La Montagne. Lors d'un second séjour du commissaire, sont réparés ou construits 30 navires, des corvettes et des frégates. Contrairement aux critiques qui lui sont faites, en particulier celles de sévérité excessive dans la répression, son œuvre a permis, en quelques mois de restaurer une marine en perdition. Entretemps, de janvier à début mars 1794 il est revenu à Paris. Le 27 pluviôse an II (15 février 1794), il propose, au nom du Comité de salut public, de remplacer le pavillon de la marine sur fond blanc timbré des trois couleurs et d'adopter le pavillon tricolore en trois bandes verticales d'égales largeurs avec le bleu frappé sur la drisse côté guidant, puis le blanc, le rouge battant au vent. Il participe alors, sur mer, aux opérations de Villaret de Joyeuse contre les Anglais ; il participe ainsi en mer à la bataille du 13 prairial an II au large d'Ouessant le 1er juin 1794 (célèbre pour la résistance du Vengeur du Peuple) à bord du vaisseau La Montagne, en compagnie de ce contre-amiral.
Dans le même temps, il obtient le maintien d'un tribunal extraordinaire à Brest en mars 1794. Autonome dans son fonctionnement, ce tribunal condamne soixante-dix personnes à mort, pour l'essentiel des fédéralistes et des émigrés.
Jean-Bon Saint-André ne participe pas à la chute de Robespierre. Le 9 prairial (28 juin), il est décrété d'arrestation aux côtés de ses collègues, anciens membres du Comité de Salut public et du Comité de sûreté générale, Joseph-Nicolas Barbeau-Dubarran, André-Antoine Bernard, Jacques-Louis David, Grégoire Jagot, Élie Lacoste, Louis-Charles de Lavicomterie et Jean-Henri Voulland. Il est amnistié lors de la clôture de la Convention.
Le Directoire le nomme alors consul général à Alger, puis à Smyrne en 1798. Lorsque l'Empire ottoman rompt avec la France à la suite de la campagne d'Égypte, il est arrêté et passe trois ans en captivité, de 1799 à 1802.

### Sous le Consulat et le Premier Empire

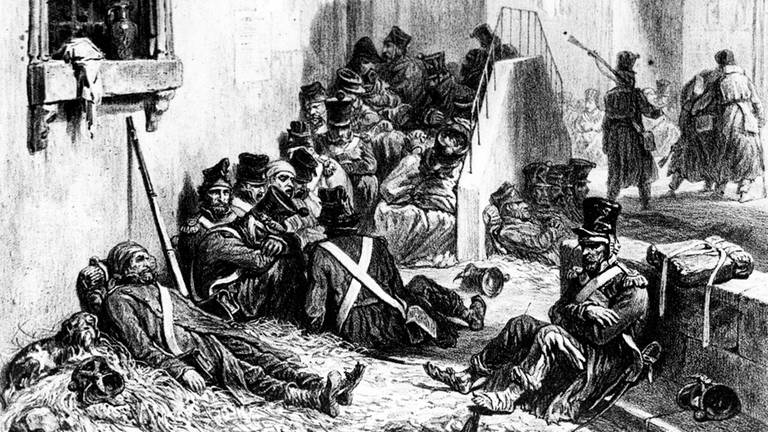
Les Soldats français décimés par le typhus à Mayence (automne 1813), Auguste Raffet, 1834.

Après sa libération, Bonaparte le nomme commissaire général des trois départements de la rive gauche du Rhin, en décembre 1801, puis préfet du Mont-Tonnerre à Mayence en septembre 1802. Napoléon le nomme chevalier de la Légion d'honneur en 1804, puis baron d’Empire, baron de « Saint-André », en 1809.
Franc-maçon actif, Jeanbon Saint-André fut le premier vénérable maître de la loge « Les Amis de l’union » de Mayence, fondée en 1803, et qui existe toujours aujourd’hui dans cette ville sous l’appellation « Die Freunde zur Eintracht ».
Il lègue sa bibliothèque à la nouvelle Faculté de théologie protestante de Montauban.
Il meurt du typhus, ayant soigné des soldats atteints de cette maladie. Il est enterré au cimetière principal de Mayence.

## Publications
- Sermon d'action de graces, prononcé dans une société de Protestans le dimanche 26 juillet, pour remercier Dieu de la fin des troubles de Paris, & de l'éloignement des troupes qui environnoient cette capitale, Montauban, Teulières et Fontanel, 1789.
- L'Éducation nationale, impr. par ordre de la Convention nationale, Reprod. de l'éd. de : [Paris], [de l'Impr. nationale], [179-?] (lire en ligne sur Gallica).
- Journal sommaire de la croisière de la flotte de la république, commandée par le contre-amiral Willaret, tenu jour par jour par le représentant du peuple Jean-Bon Saint-André, embarqué sur le vaisseau la montagne, imprimé par ordre de la Convention nationale, Reprod. de l'éd. de : Paris, de l'Impr. nationale, an ii, 1793, 1794 (lire en ligne sur Gallica).
- Opinion et projet de décret, du citoyen Jean-Bon St.-André,... sur l'organisation de la marine française, impr. par ordre de la Convention nationale, Reprod. de l'éd. de : Paris, de l'Impr. nationale, 1793 (lire en ligne sur Gallica).
- Rapport des représentans du peuple, envoyés à Brest et auprès de l'armée navale par Jean-Bon Saint-André ; [fait à la] Convention nationale, Reprod. de l'éd. de : Paris, de l'Impr. nationale, 179-? (lire en ligne sur Gallica).
- Rapport fait au nom du comité de marine par Jean Bon Saint-André, membre du comité, imprimé par ordre de la convention nationale, Reprod. de l'éd. de : Paris, de l'Impr. nationale, 1793 (lire en ligne sur Gallica).
- Rapport sur la trahison de Toulon, au nom du Comité de salut public par Jean-Bon Saint-André, impr. par ordre de la Convention nationale, Reprod. de l'éd. de : Paris, Impr. nationale, 179-? (lire en ligne sur Gallica).
- Recueil des arrêtés du citoyen Jean-Bon-Saint-André, représentant du peuple dans les départemens maritimes de la République, pendant la mission au Port la montagne, Reprod. de l'éd. de : Port de la montagne, chez A. Aurel, an ii 1794 (lire en ligne sur Gallica).
- Réponse de Jean-Bon Saint-André, à la dénonciation des citoyens de la commune de Brest, impr. par ordre de la Convention nationale, Reprod. de l'éd. de : Paris, de l'Impr. nationale, an iii, 1795 (lire en ligne sur Gallica).